# 艾昂山 (密歇根州)
艾昂山（英語：Iron Mountain）是一個位於美國密歇根州迪金森縣的城市。根據2010年美國人口普查，該地共有人口7,624人，而該地的面積約為21.27平方千米。同時該地也是迪金森縣的縣治。

## 地理
艾昂山的座標為45°49′21″N 88°03′51″W / 45.82250°N 88.06417°W，而該地的平均海拔高度為347米（即1138英尺）。